# 夢村土城駅
夢村土城駅（モンチョントソンえき）は大韓民国ソウル特別市松坡区新川洞にある、ソウル交通公社8号線の駅である。駅番号は813。
平和の門という副駅名がある。

## 歴史
- 1999年7月2日 - ソウル特別市都市鉄道公社（当時）8号線の駅として開業。
- 2017年5月31日 - ソウル特別市都市鉄道公社とソウルメトロが統合され、ソウル交通公社の駅となる。

## 駅構造
相対式ホーム2面2線の地下駅。2011年1月より、2018年平昌オリンピック招致活動の一環として当駅で広報が行われ、出入口にはスキージャンプの選手の写真や、駅ホームの柱にはスケート競技など冬季オリンピック種目の選手の写真などが掲載されていた。

### のりば
案内上ののりば番号は設定されていない。 
| 上り | 8号線 | 千戸・岩寺・別内方面           |
| 下り | 8号線 | 蚕室・可楽市場・福井・牡丹方面 |

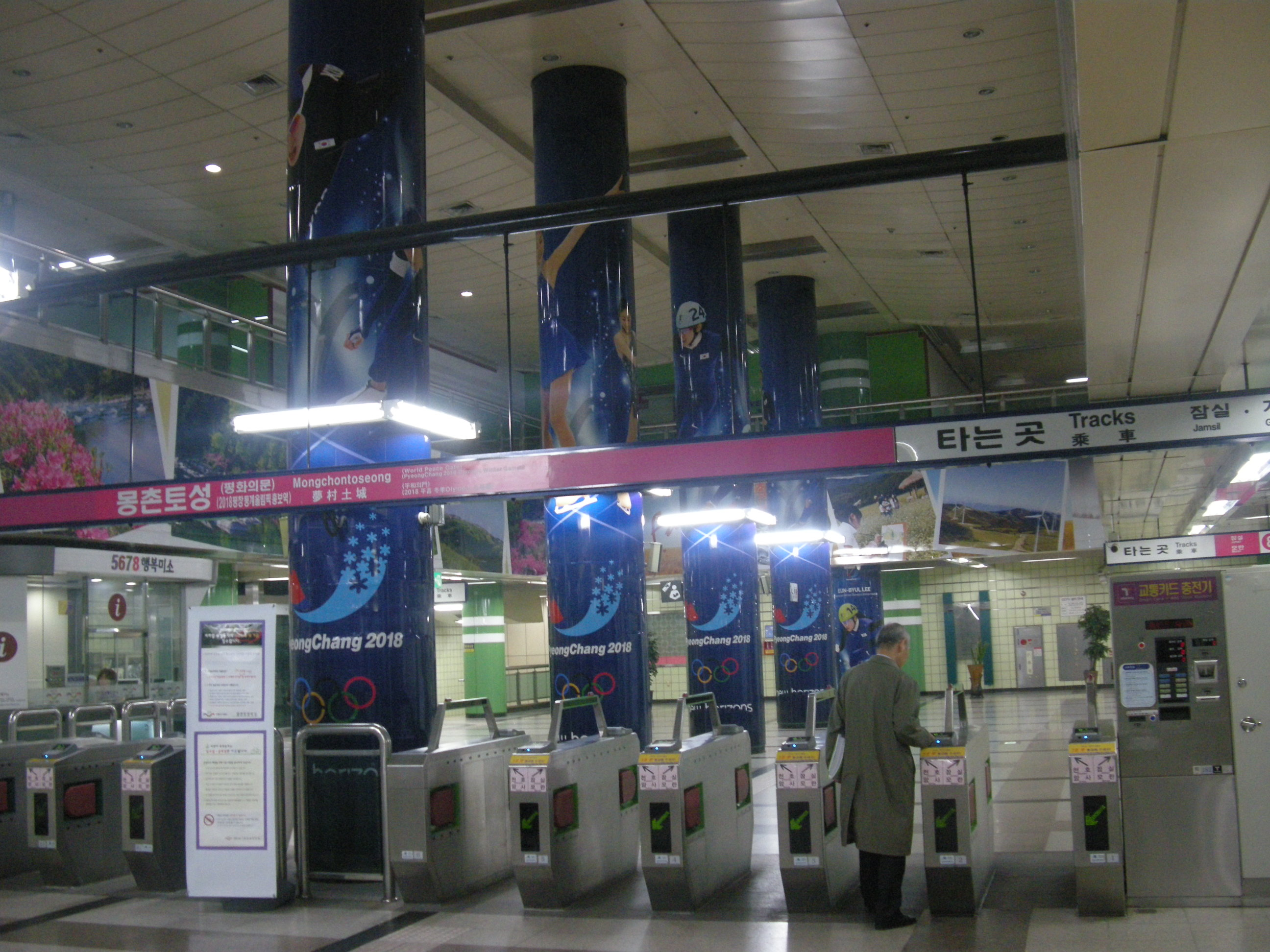
改札口
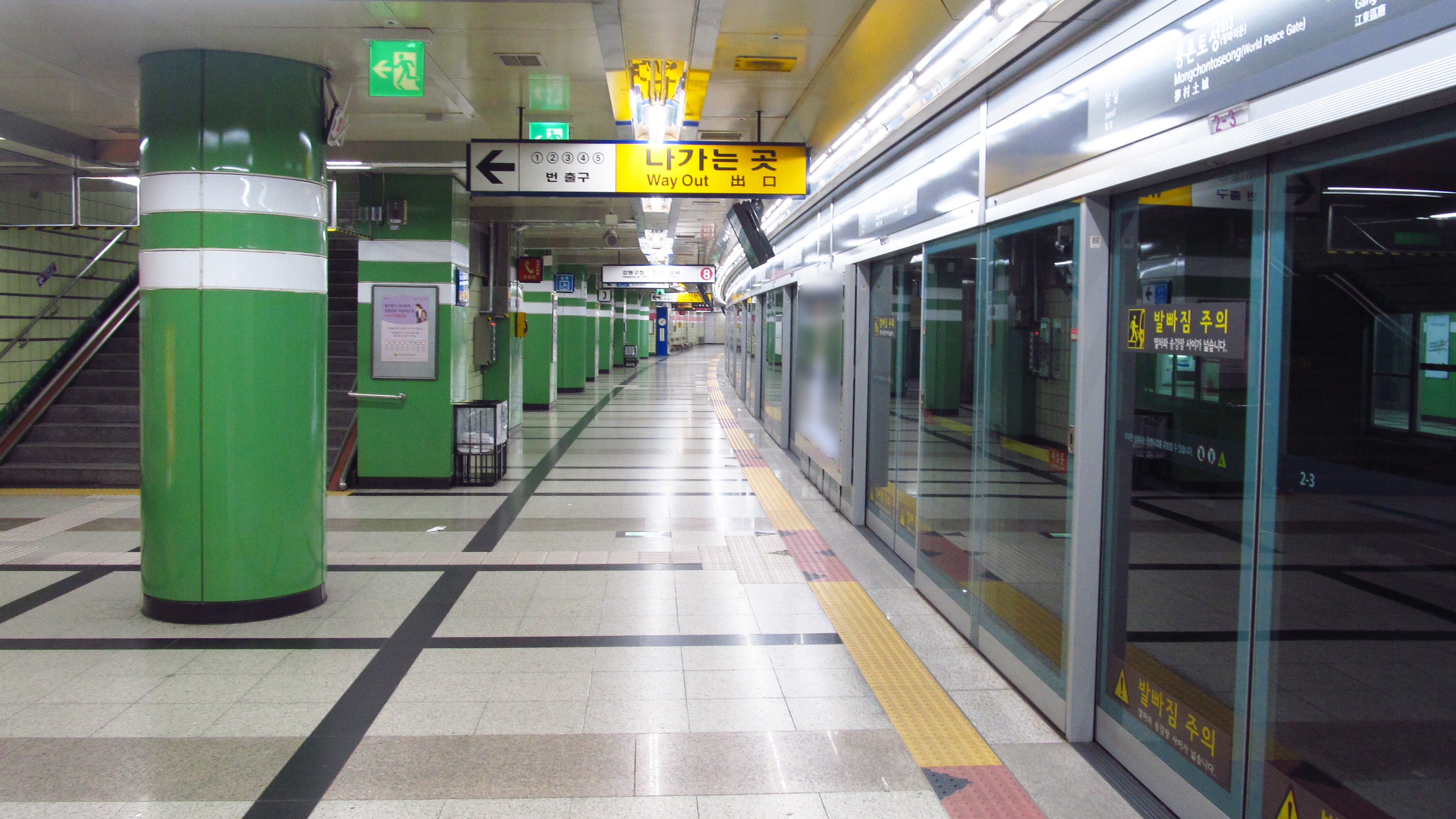
ホーム

## 利用状況
近年の一日平均利用人員推移は下記のとおり。
| 路線  | 路線     | 2000年 | 2001年 | 2002年 | 2003年 | 2004年 | 2005年 | 2006年 | 2007年 | 2008年 | 2009年 | 出典  |
| ----- | -------- | ------ | ------ | ------ | ------ | ------ | ------ | ------ | ------ | ------ | ------ | ----- |
| 8号線 | 乗車人員 | 5,368  | 6,355  | 7,278  | 7,369  | 7,046  | 6,964  | 6,572  | 6,422  | 6,278  | 6,220  | [ 1 ] |
| 8号線 | 降車人員 | 5,355  | 6,370  | 7,441  | 7,573  | 7,316  | 7,323  | 6,915  | 6,766  | 6,559  | 6,552  | [ 1 ] |
| 8号線 | 乗降人員 | 10,723 | 12,726 | 14,719 | 14,941 | 14,362 | 14,287 | 13,487 | 13,188 | 12,836 | 12,773 | [ 1 ] |
| 路線  | 路線     | 2010年 | 2011年 | 2012年 | 2013年 | 2014年 | 2015年 |        |        |        |        | [ 1 ] |
| 8号線 | 乗車人員 | 6,508  | 6,508  | 6,712  | 6,687  | 6,822  | 7,075  |        |        |        |        | [ 1 ] |
| 8号線 | 降車人員 | 6,843  | 6,754  | 6,925  | 6,917  | 7,162  | 7,543  |        |        |        |        | [ 1 ] |
| 8号線 | 乗降人員 | 13,351 | 13,262 | 13,637 | 13,604 | 13,984 | 14,618 |        |        |        |        | [ 1 ] |

## 駅周辺
駅はオリンピック公園の西側正面にあたる「平和の門」の前にある。駅名は、オリンピック公園内にある百済の遺跡・夢村土城に由来する。
駅から約500m東側に9号線漢城百済駅があるが、接続駅とはなっていない。
- オリンピック公園 － ソウルオリンピックの会場の一つ。
  - 平和の門
  - 夢村土城 － 駅名の由来。
- ソウル蚕室初等学校（朝鮮語版）
- 芳美中学校（朝鮮語版）
- 蚕室4洞住民センター
- 芳美2洞住民センター
- 漢城百済博物館（朝鮮語版）
- ソマ美術館（朝鮮語版）
- 韓国体育大学校
- ソウルオリンピック記念館（朝鮮語版）
- 慰体城大路（朝鮮語版）
- 韓美薬品（朝鮮語版）本社

## 隣の駅
ソウル交通公社
 8号線
江東区庁駅 (812) - 夢村土城駅 (813) - 蚕室駅 (814)